# 西藏坡垒
西藏坡垒（学名：Hopea shingkeng）也作星肯坡垒，一种分布于印度东北部阿鲁纳恰尔邦（争议地区，即中国藏南地区）的常绿乔木，隶属于龙脑香科坡垒属，在中国并被列为国家二级重点保护野生植物。

## 形态特征
西藏坡垒高可达18米，树皮光滑，灰色或棕色，具斑点。小枝纤细。托叶先落；叶柄约1厘米；叶片9-15×2.5-5厘米，椭圆状长圆形到披针形，草质，侧脉7或8对纤细但是背面突出的和正面凹陷的，第三级网脉疏松梯状，基部宽楔形，先端尾状。15厘米圆锥花序，疏松，纤细；花芽约8毫米，狭卵球形，偏向。萼片宽卵形，近等长。 花瓣长约8×4毫米，披针形，短柔毛在芽中暴露部分。雄蕊15；花药长圆形，药隔的附属物长约花药的3倍，纤细。子房和花柱基沙漏形，具短弄尖花柱。果萼片不等长，2枚外部裂片3×2厘米，卵形，钝：3枚内部裂片达1.5厘米，狭卵形；坚果达1.5厘米，卵球形，先端具细尖。